# Berkeszfalu
Berkeszfalu település Romániában, Temes megyében.

## Fekvése
Dentától délkeletre, Temesbökény és Ermény közt fekvő település.

## Története
Berkeszfalu nevét 1353-ban említették először Berkez néven.
1354-ben birtokosa Bajtoni Tompa és öccse Miklós volt. A 20. század elején Temes vármegye Dettai járásához tartozott.
1910-ben 1049 lakosából 534 román, 435 német, 66 magyar volt. Ebből 535 görögkeleti ortodox, 487 római katolikus, 20 evangélikus volt.